# Suzuki Twin
La Suzuki Twin è una piccola vettura utilitaria prodotta dalla casa giapponese Suzuki dal 2003 al 2005 appartenente alla categoria delle keicar.

## Il contesto
La Twin fu venduta solo in Giappone ed era disponibile sia in versione ibrida a doppia alimentazione (benzina ed elettrica) che non ibrida, rendendola la prima auto ibrida di tipo keicar disponibile in Giappone.
Progettata principalmente per le giovani donne la Suzuki Twin è una piccola due posti cittadina leggermente più lunga della Smart Fortwo. Presentava molte soluzioni low cost per ridurre i costi di produzione come il lunotto posteriore apribile al posto del portellone, sedile del passeggero completamente ripiegabile in modo da avere un vano di carico piatto, servosterzo e climatizzatore optional, pannelli delle portiere ridotti con lamiera a vista e un unico alzacristallo elettrico sul lato conducente per ridurre l'uso della batteria.
Il design della Twin venne anticipato dalla concept car Suzuki PU3 Commuter esposta al Motor Show di Tokyo.
Il telaio è a trazione anteriore e derivato da quello della Suzuki Alto ma accorciato nel passo. La carrozzeria ha una lunghezza di 2,74 metri, una larghezza di 1,48 metri e un'altezza di 1,45 metri, lo sterzo ha un raggio di sterzata di circa otto metri. Il peso a vuoto è compreso tra 560 e 590 chilogrammi per il modello con motore a benzina e circa 600 chilogrammi per la versione ibrida, con un carico utile massimo di 150 chilogrammi.
Il motore a benzina della Suzuki Twin è un tre cilindri con una cilindrata totale di 660 centimetri cubi (codice K6A). La potenza massima è di 32 kilowatt (44 CV), la velocità massima di circa 130 chilometri all'ora. Da fermo, l'auto accelera da 0 a 100 km/h in circa 32 secondi. La variante benzina è dotata di un cambio manuale a 5 marce o di un cambio automatico a 3 rapporti, la variante ibrida esclusivamente con cambio automatico a 4 rapporti.
Tramite un sistema di start-stop automatico, il motore viene spento quando gira al minimo o sta per arrestarsi e viene riavviato premendo il pedale dell'acceleratore. Il consumo medio di carburante è di circa 4,5 litri per 100 chilometri per la versione con motore a benzina e meno di 3,0 litri per 100 chilometri per il modello ibrido equipaggiato con un motore elettrico aggiuntivo da cinque chilowatt (sette CV) e da un pacco batteria al piombo acido.